# Comuna Lenine, Baștanka
Lenine (în ucraineană Леніне) este o comună în raionul Baștanka, regiunea Mîkolaiiv, Ucraina, formată din satele Arhanhelske, Lenine (reședința), Lîseanka și Mîhailivka.

## Demografie
Componența lingvistică a comunei Lenine
     Ucraineană (92,01%)
     Rusă (5,07%)
     Alte limbi (1,37%)
Conform recensământului din 2001, majoritatea populației comunei Lenine era vorbitoare de ucraineană (92,01%), existând în minoritate și vorbitori de rusă (5,07%).